# Martin Amedick
Martin Amedick és un exfutbolista alemany que jugava de defensa central.